# 1253 هـ
1253 هـ هي سنة في التقويم الهجري امتدت مقابلةً في التقويم الميلادي بين سنتي 1837 و1838.

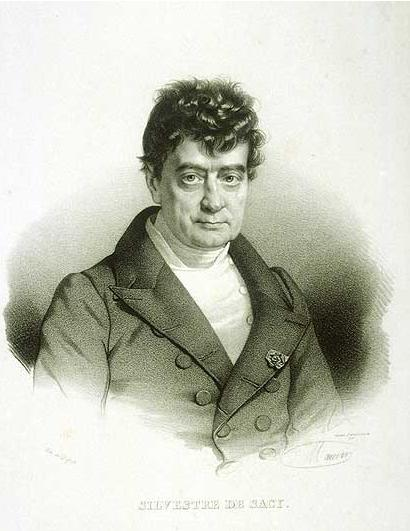
دي ساسي

## أحداث
- الأمام فيصل بن تركي يسحق القوات المصرية في معركة الحلوة في حوطة بني تميم وبقيادة الأمير محمد بن خريف التميمي وال مرشد وال حسين والهزاني والوهيبي والعبد الله وبن عفيصان.

القوات المصرية تحتل الرياض وفيصل يلجأ إلى الهفوف.

## مواليد
- أبو النصر الخطيب
- عبد الرزاق البيطار
- محمد الفشاركي
- هاينريش توربكه
- وردة اليازجي
- عبد الرحمن القره داغي

## وفيات
- أحمد بن إدريس الفاسي
- أحمد بن محمد بن علي الأنصاري اليمني
- دي ساسي
- موسى عباس
- عمر بن رمضان الهيتي